# Ève du Théâtre

L'Ève du Théâtre fut une distinction accordée par les journalistes belges de spectacle à des artistes dont la contribution à la vie du spectacle en Belgique s'était révélée capitale pendant l'année écoulée ou tout au long de leur carrière. Créée en 1952, elle fut matérialisée par une statuette, l'« Ève-Laïyna », créée par le sculpteur Madeleine Forani-Bonnecompagnie (Le Soir, 7.12.1952, 4 ; Le Soir, 15.5.1955, 3 ; Le Soir, 3.6.1956, 5; Le Soir, 18.05.1957, 2), par le dessinateur René Hausman en 1987.

## Historique
En 1952, l'Union de la presse théâtrale choisit de récompenser annuellement une comédienne et un comédien et d’offrir tous les trois ans un prix à un metteur en scène ; il s’agit d’une humble variante des Oscars, à une époque où le Molière n’existe pas encore. Georges Randax et Irène Vernal sont les premiers comédiens nommés, Raymond Gérôme le premier metteur en scène. La brochure Èves du Théâtre 1952-1982, publiée aux presses de la Bellone, reprend la liste complète, avec illustrations, des élus qui ont compté parmi les meilleurs artistes, belges et étrangers.
Trente ans plus tard, critiques de théâtre et de variété se rassemblent dans l'Association de la presse du spectacle et ajoutent un prix des Variétés.
En 1987, sous la présidence de Catherine Degan, journaliste culturelle au Soir, sont créées de nouvelles catégories et le prix devient une sculpture de René Hausman.
Coexistent donc jusqu’en 1992 les catégories suivantes :
- Comédiennes et comédiens (ex. : Janine Patrick, Liliane Vincent, Jacqueline Bir, Jacques Huisman, Pierre Laroche, John Dobrynine, Alexandre von Sivers, Christian Hecq)
- Mise en scène (ex. : Jacques Huisman en 1955, Marcelle Dambremont en 1958, Pierre Laroche en 1961, Henri Chanal en 1964, Frédéric Flamand en 1988, Isabelle Pousseur en 1989)
- Variétés (ex. : Philippe Lafontaine en 1989)
- Contribution artistique (ex. : Jean-Pierre Finotto, maquillage, en 1989)
- Danse (à partir de 1989)[1] (ex. : Anne Teresa De Keersmaeker en 1989, Michèle Anne De Mey en 1990)
- Ève d'honneur (pour l'ensemble d'une carrière, ex. : Claude Étienne en 1989)
- Ève de l'écriture dramatique (ex. : Jean-Marie Piemme en 1989)
- Ève de la découverte (ex. : Christian Hecq en 1989)
- Ève du spectacle (ex. : Amphitryon de Michèle Fabien, mis en scène par Marc Liebens).

Après la disparition des Èves, la tradition des récompenses est reprise en 1996 par les prix Tenue de ville, du nom de la revue de Philippe Lenghor, et matérialisée par des petits bonshommes à chapeau créés par Serge Vandercam, puis par les Prix du Théâtre, en 1998, qui décernent des brigadiers garnis de velours rouge et de clous en cuivre.
Depuis 2006, c’est le Prix de la critique qui décerne simplement un diplôme, la cérémonie se déroulant chaque année dans un lieu théâtral différent de Bruxelles ou de Wallonie. il est connu sous l'appellation Prix Maeterlinck de la critique.

## Lauréats
- 1952 : Irène Vernal, Georges Randax, mise en scène : Raymond Gérôme
- 1953 : Yvette Étienne, André Daufel
- 1954 : Catherine Fally, Raoul de Manez
- 1955 : Viviane Chantel, Werner Degan, mise en scène : Jacques Huisman
- 1956 : Denise Volny, Georges Aubrey
- 1957 : Denise Giret, Paul Roland
- 1958 : Denyse Périer, René Hainaux, mise en scène : Marcelle Dambremont
- 1959 : Arlette Schreiber, Marcel Josz
- 1960 : Madeleine Rivière, Pierre Dermo
- 1961 : Janine Patrick, Roger Dutoit, mise en scène : Pierre Laroche
- 1962 : Nicole Lepage, Jean Nergal
- 1963 : Gisèle Oudart, Raoul Guillet, mise en scène : Claude Étienne
- 1964 : Jacqueline Bir, André Debaar, mise en scène : Henri Chanal
- 1965 : Christiane Lenain, Claude Volter
- 1966 : Danièle Denie, Jacques Lippe
- 1967 : Liliane Vincent, Raymond Avenière, mise en scène : Adrian Brine
- 1968 : Anne Marev, Jean Rovis
- 1969 : Gisèle Oudart, Jo Rensonnet
- 1970 : Marthe Dugard, Fernand Abel,mise en scène : Jo Dua
- 1971 : Nicole Lepage, Paul Clairy
- 1972 : Francine Blistin, Éric Pradier
- 1973 : Anne-Marie Ferrières, Jules-Henri Marchant
- 1974 : Claire Wauthion, Frédéric Latin
- 1975 : Colette Emmanuelle, Jacques Courtois, mise en scène : Jacques Joël
- 1976 : Lesly Bunton, Alexandre von Sivers
- 1977 : Anne Chappuis, Roger Van Hool
- 1981 : Janine Godinas, Jean-Claude Frison
- 1982 : Patricia Houyoux, Serge Michel, mise en scène : Bernard De Coster
- 1983 : Marie-Ange Dutheil, John Dobrynine, scénographie : Jean-Claude De Bemels
- 1984 : Nicole Valberg, Philippe Volter
- 1985 : Suzanne Colin, Patrick Descamps, mise en scène : Philippe van Kessel
- 1986 : Sylvie Milhaud, Pascal Racan
- 1987 : Nicole Colchat, Michel de Warzée, scénographie : Claudine Thirion
- 1988 : Marie-Luce Bonfanti, Christian Maillet, mise en scène : Frédéric Flamand
- 1989 : Francine Blistin, Pietro Pizzuti et François Sikivie, découverte : Christian Hecq, mise en scène : Isabelle Pousseur, Ève d'honneur : Claude Étienne
- 1990 : Suzy Falk, Luc Van Grunderbeek, mise en scène : Thierry Salmon, spectacle de danse : Michèle Anne De Mey, Ève d'honneur : Monique Dorsel
- 1991 : -
- 1992 : Mireille Bailly, Michel Israël, spectacle de danse : Pierre Droulers, Ève d'honneur : Jacqueline Bir, Ève spéciale : Bernard Foccroulle
- 1996-1997 : voir Prix Tenue de ville
- 1998-2005 : voir Prix du Théâtre
- 2006- : voir Prix de la critique